# David Kostelecký

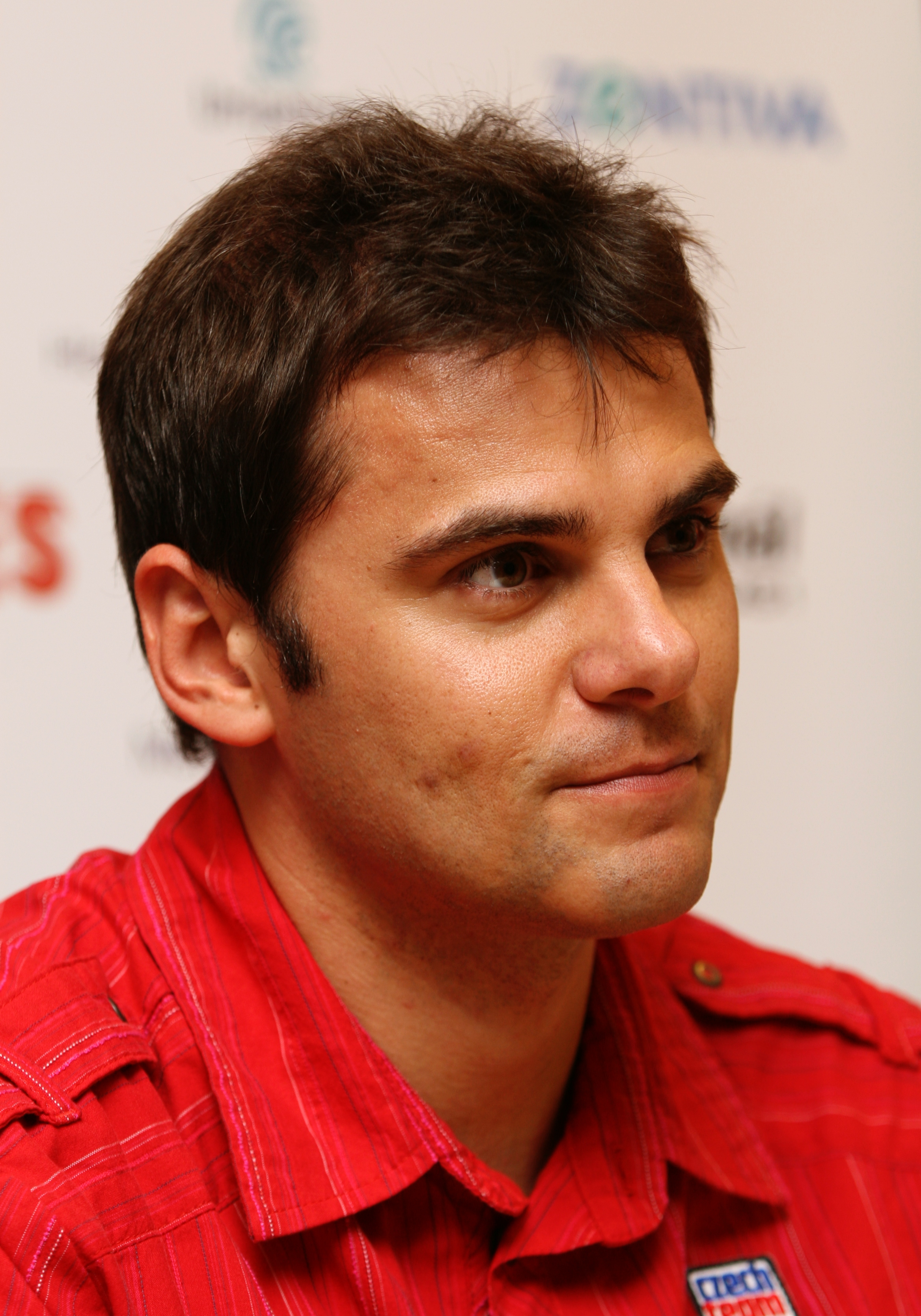
David Kostelecký (2008)

David Kostelecký (* 12. Mai 1975 in Brno) ist ein tschechischer Sportschütze in der Disziplin Trap.
David Kostelecký erreichte bereits 2000 in Sydney den Endkampf im Trapwettbewerb bei den Olympischen Spielen und belegte dort Rang sechs. Bei der Europameisterschaft 2006 in Maribor wurde Kostelecký Fünfter. Den Weltcup in Suhl beendete er als Zweiter, den Weltcup in Kairo als Dritter. Beim Weltcupfinale in Granada wurde der Tscheche Zweiter. Mittelmäßig verlief die Weltmeisterschaft 2007 in Nicosia, Kostelecký wurde 17. Weitaus besser lief es für den Schützen aus Holasice bei den Olympischen Spielen 2008 in Peking, wo er mit 146 Treffern die Goldmedaille gewinnen konnte.